# Sherry Ayittey

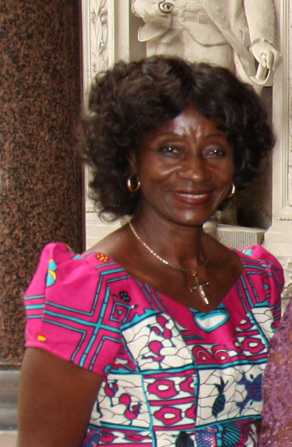
Sherry Ayittey

Sherry Ayittey (* 8. Februar 1948; † 22. Juli 2023) war eine Politikerin aus Ghana und nach der Präsidentschaftswahl in Ghana 2008 Ministerin für Umwelt, Wissenschaft und Technologie im Kabinett von John Atta-Mills (Stand: Dezember 2010).

## Werdegang
Sie studierte Biochemie und Mikrobiologie. Vor ihrem politischen Engagement arbeitete Ayittey im Management der größten Branntweinbrennerei Ghanas.
Ayittey war Gründungsmitglied des National Democratic Congress.
Sie starb am 22. Juli 2023.